# Муоніоельвен
Муоніоельвен (швед. Muonio älv, також Muonioälven, фін. Muonionjoki) — річка на півночі Швеції й Фінляндії. Найбільша притока річки Турнеельвен. По Муоніоельвен проходить частина шведсько-фінського кордону. Вкрита кригою 7 – 8 місяців на рік, живлення переважно снігове, водопілля у травні – червні.    
Витоки Муоніоельвен розташовані в районі озера Колтаярві  у Норвегії. Від озер Колтаярві та Кільпіс'ярві Муоніоельвен протікає під назвою Чьонкемеельвен до впадіння у неї основної — лівої — притоки Лятясено.   Інколи початком річки Муоніоельвен розглядається злиття річок Чьонкемеельвен і Лятясено.  Довжина Муоніоельвен (разом з Чьонкемельвен) становить 333 км  (за іншими даними – 387 км ).       